# Søren Lerby
Søren Lerby (Amager, Dinamarca, 1 de febrero de 1958) es un exjugador internacional de fútbol danés que jugaba de centrocampista.

## Trayectoria
Lerby empezó jugando en equipos regionales como el B 1903, el Taastrup IK y el Fremad Amager. En 1975, fichó por el Ajax de Ámsterdam donde permaneció por ocho temporadas. Luego jugó en el Bayern de Múnich, el AS Mónaco y el PSV Eindhoven, equipo donde se retiró en 1989. 

## Selección nacional
Con la Selección de fútbol de Dinamarca, jugó 67 partidos en los que marcó 10 goles. Participó en el Mundial de México 1986, en el que jugó cuatro partidos y marcó un gol. Asimismo jugó las Eurocopas de 1984 y de 1988.

### Participaciones en Copas del Mundo
| Mundial                        | Sede   | Resultado        | PJ | Goles |
| ------------------------------ | ------ | ---------------- | -- | ----- |
| Copa Mundial de Fútbol de 1986 | México | Octavos de final | 4  | 1     |

## Clubes
| Club             | País         | Año       |
| ---------------- | ------------ | --------- |
| Ajax Ámsterdam   | Países Bajos | 1975-1982 |
| Bayern de Múnich | Alemania     | 1983-1985 |
| AS Monaco        | Francia      | 1986      |
| PSV Eindhoven    | Países Bajos | 1987-1989 |

## Palmarés

### Campeonatos nacionales
| Título     | Club             | País         | Año  |
| ---------- | ---------------- | ------------ | ---- |
| Eredivisie | Ajax Ámsterdam   | Países Bajos | 1977 |
| Eredivisie | Ajax Ámsterdam   | Países Bajos | 1979 |
| Eredivisie | Ajax Ámsterdam   | Países Bajos | 1980 |
| Eredivisie | Ajax Ámsterdam   | Países Bajos | 1982 |
| Eredivisie | Ajax Ámsterdam   | Países Bajos | 1983 |
| DFB-Pokal  | Bayern de Múnich | Alemania     | 1984 |
| Bundesliga | Bayern de Múnich | Alemania     | 1985 |
| Bundesliga | Bayern de Múnich | Alemania     | 1986 |
| DFB-Pokal  | Bayern de Múnich | Alemania     | 1986 |
| Eredivisie | PSV Eindhoven    | Países Bajos | 1988 |
| Eredivisie | PSV Eindhoven    | Países Bajos | 1989 |

### Copas internacionales
| Título         | Club          | País         | Año  |
| -------------- | ------------- | ------------ | ---- |
| Copa de Europa | PSV Eindhoven | Países Bajos | 1988 |

## Vida personal
Estuvo casado con la cantante neerlandesa Willeke Alberti con quien tuvo un hijo, y de la que se separó en 1996. También tiene una hija llamada Clarine y un hijo llamado Christian, ambos son tenistas.